# Comuna Nijemci, Vukovar-Srijem
Nijemci este o comună în cantonul Vukovar-Srijem, Croația, având o populație de 4.705 locuitori (2011).

## Demografie
Componența etnică a comunei Nijemci
     Croați (87,78%)
     Sârbi (10,95%)
     Necunoscut (0,15%)
     Neclasificat (0,85%)
Componența confesională a comunei Nijemci
     Catolici (86,65%)
     Ortodocși (10,63%)
     Alți creștini (1,13%)
     Necunoscută (0,62%)
     Alte religii (0,98%)
Conform recensământului din 2011, comuna Nijemci avea 4.705 locuitori. Din punct de vedere etnic, majoritatea locuitorilor (87,78%) erau croați, cu o minoritate de sârbi (10,95%). Apartenența etnică nu este cunoscută în cazul a 0,15% din locuitori. Din punct de vedere confesional, majoritatea locuitorilor (86,65%) erau catolici, existând și minorități de ortodocși (10,63%) și null (1,13%). Pentru 0,62% din locuitori nu este cunoscută apartenența confesională.